# Bill Ferrar
William Leonard Ferrar (Bristol, 21 de outubro de 1893 – 22 de janeiro de 1990) foi um matemático inglês. Suas áreas principais de interesse foram teoria da interpolação e teoria dos números.

## Formação
Ferrar nasceu em 21 de outubro de 1893 em Bristol, filho de Maria Susannah Ferrar e George William Persons Ferrar.
Frequentou a Bristol Grammar School. Em 1912 obteve uma colocação no The Queen's College, Oxford, ganhando a Junior Mathematical Scholarship em 1914. Seus estudos foram interrompidos pela Primeira Guerra Mundial, durante a qual ele passou inicialmente como telefonista na artilharia e depois como oficial de inteligência na França.
Voltou para Oxford em 1919 e formou-se em 1920, obtendo mais tarde recebeu um doutorado (DSc).

## Carreira
Passou seus primeiros 4 anos trabalhando em Bangor, sendo convidado então para a Universidade de Edimburgo por Edmund Taylor Whittaker como lecturer de matemática. Lá trabalhou com Edward Copson e Alexander Aitken, e escreveu artigos sobre séries convergentes, teoria da interpolação e teoria dos números.
Em 1925 foi eleito membro da Sociedade Real de Edimburgo. Seus proponentes foram Edmund Taylor Whittaker, Edward Copson, Charles Galton Darwin e David Gibb.
No outono de 1925 assumiu um novo cargo na Universidade de Oxford.
Desde sua criação até 1933, foi editor na universidade do Quarterly Journal of Mathematics, no qual publicou diversos artigos.
Morreu em Oxford em 22 de janeiro de 1990. Está sepultado no Cemitério de Wolvercote.

## Publicações
- A Textbook of Convergence (1938)
- Algebra: a Textbook of Determinants, Matrices and Quadratic Forms (1941, 2nd ed. 1957)
- Finite Matrices (1951)
- Mathematics for Science (1965)
- Integral Calculus (1966)
- Calculus for Beginners (1967)
- Advanced Mathematics for Science (1969)
- Differential Calculus
- Higher Algebra for Schools (1945)
- Higher Algebra